# تنکا هاشیموتو
تنکا هاشیموتو (انگلیسی: Tenka Hashimoto؛ زادهٔ ۱۹ نوامبر ۱۹۹۳) شخصیت‌های تلویزیونی در ژاپن، بازیگر خردسال، و یوتیوبر اهل ژاپن است.